# Ewa Kuryłowicz
Ewa Kuryłowicz (ur. 1953) – polska architekt i nauczycielka akademicka.

## Życiorys
Od 2011 generalny projektant, wiceprezes w pracowni Kuryłowicz & Associates. Kierowniczka Zakładu Projektowania i Teorii Architektury na Wydziale Architektury Politechniki Warszawskiej. Profesor tytularny od 2014.
Laureatka licznych konkursów architektonicznych (z zespołami Kuryłowicz & Associates). Generalny projektant pracowni zrealizowanych, m.in.: Narodowe Forum Muzyki we Wrocławiu (2015), Galeria Warmińska w Olsztynie (2014), Stadion Miejski w Białymstoku (2014), Budynek Wydziałów Językowych UW przy ul. Dobrej (I etap zrealizowany w 2012, II etap ukończony w 2022).
Sędzia SARP, juror w konkursach międzynarodowych i krajowych, Dyrektor PR Międzynarodowej Unii Architektów UIA „Spiritual Places” w latach 2000-08; członek Izby Architektów RP. Ekspert Architects’ Council of Europe ACE ds. projektowania uniwersalnego w latach 2005-08.
W 2021 została laureatką Honorowej Nagrody SARP. W 2015 roku została uhonorowana medalem "Bene Merentibus" przyznawanym przez Stowarzyszenie Architektów Polskich. W 2012 roku otrzymała nagrodę "Polski Herkules" przyznawaną przez magazyn Builder Polska.
Żona Stefana Kuryłowicza. Przewodnicząca Rady Fundacji im. Stefana Kuryłowicza, cyklicznie organizującej stypendium architektoniczne "Praktyka" oraz konkurs dla krytyków architektury "Teoria".